# Grande fraternità universale

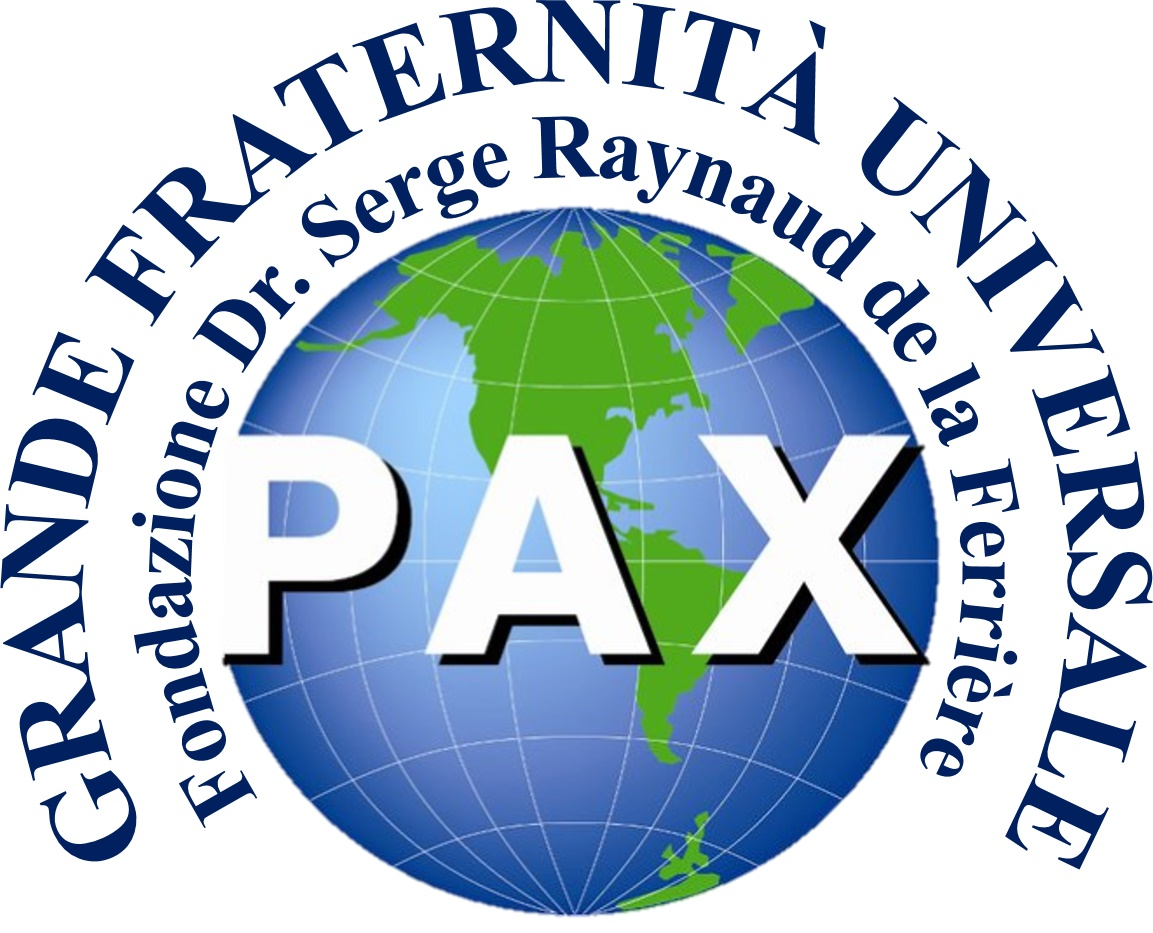
Grande Fraternità Universale Fondazione Dr. Serge Raynaud de la Ferrière.

La Grande Fraternità Universale, fondata da Serge Raynaud de la Ferriere, è un'istituzione culturale a carattere internazionale ed è attualmente presente in più di 22 paesi. La sua sede è a Caracas, Venezuela.
I suoi statuti sono registrati legalmente in ognuna delle terre dove è stabilita, ed è registrata nelle Nazioni Unite come ONG (organizzazione non governativa). La Grande fraternità universale og GFU è anche presente nella lista dell'UNESCO Charter e sotto la ECOSOC, e collabora con i loro programmi educativi. L'organizzazione non è una setta, né una organizzazione politica. I suoi principi fondamentali sono Tolleranza, Verità e Pace.
L'obiettivo principale del suo fondatore, Serge Raynaud de la Ferriere, fu quello di unire la scienza, l'arte e la religione, in un sistema completo atto allo sviluppo intellettuale, e all'educazione spirituale. Per raggiungere questo proposito, si ritiene necessaria la collaborazione di tutte le religioni, le organizzazioni  scientifiche, culturali e filosofiche, siano esse a carattere esterno (essoterico) o interno (esoterico, iniziatico).
Fondamentalmente la GFU dichiara l'obiettivo di unire tutte le persone - senza distinzione di credo, nazionalità, sesso o stato economico - che riconoscano la superiorità dello spirito sopra la materia e che siano disposte a lavorare per il benessere dell'umanità, affinché un giorno possa regnare la pace nel cuore di tutti gli individui e così realizzare una Grande Fraternità Universale.
I centri della Rete GFU propongono un progetto di  "sviluppo integrale" che coniuga sia gli insegnamenti specifici di Raynaud de la Ferrière sia quelli derivati dallo yoga, dall'astrologia e dal tantrismo. La Rete GFU vieta l'uso di pratiche spiritiche e “psichiche” e insiste sul suo carattere non religioso e non settario.